# Southwest Airlines
Southwest Airlines és una línia aèria nord-americana de baix cost propietat de Southwest Airlines Co. La companyia té la seva oficina corporativa a Dallas (Texas). Southwest opera en molts aeroports, els principals dels quals són l'Aeroport Internacional McCarran de Las Vegas i Aeroport Internacional Midway de Chicago.